# فرانكي غوميز
فرانكي غوميز (بالإنجليزية: Frankie Gómez)‏ مواليد 4 فبراير 1992 في كاليفورنيا، هو ملاكم محترف أمريكي يصنف ضمن فئة وزن الوسط.

## إحصائيات
خاض خلال مسيرته 21 نزالا، فاز في 21 ولم يتعادل ولم يخسر. فاز بالضربة القاضية في 13 نزالا.

## وصلات خارجية
- فرانكي غوميز على موقع بوكس ريك (الإنجليزية) (registration required)
- الموقع الرسمي